# Stazione di Montegrosso
Stazione di Montegrosso vasútállomás Olaszországban, Montegrosso d’Asti településen.

## Vasútvonalak
Az állomást az alábbi vasútvonalak érintik:
- Asti–Genova-vasútvonal

## Kapcsolódó állomások
A vasútállomáshoz az alábbi állomások vannak a legközelebb:
- Stazione di Vigliano d’Asti (Stazione di Asti, Asti–Genova-vasútvonal)
- Stazione di Agliano-Castelnuovo Calcea (Stazione di Genova Brignole, Asti–Genova-vasútvonal)